# 캔버라센트럴구

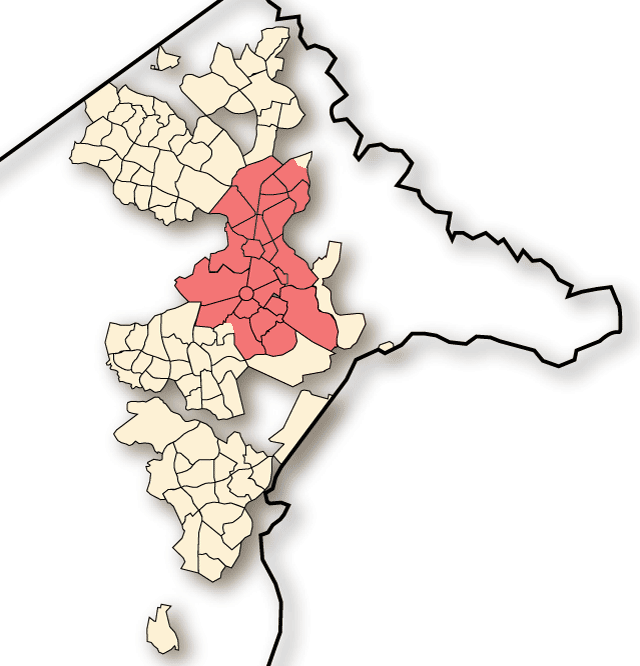
캔버라센트럴 구의 위치

캔버라센트럴구(영어: District of Canberra Central)는 오스트레일리아 오스트레일리아 수도 준주의 행정 구역이다. 넓이는 72.3km2이고, 인구는 2016년 기준으로 80,009명이다. 캔버라 도심 한가운데에 위치한다. 구의 남쪽으로는 워든밸리 구, 북쪽으로는 건갈린 구와 서쪽으로는 몰롱글로밸리 구와 접한다. 1920년대부터 1960년대 사이에 사람들이 정착하였다.

## 행정 구역
25개 동이 있다.

### 노스캔버라 (North Canberra)
- 다우너 동
- 딕슨 동
- 러선 동
- 라인함 동
- 러셀 동
- 리드 동
- 브레던 동
- 벨커넨 동
- 시티 동
- 액턴 동
- 에인슬리 동
- 오코너 동
- 왓슨 동
- 아랜다 동
- 캠벨 동
- 터너 동
- 해킷 동

### 사우스캔버라 (South Canberra)
- 그리피스 동
- 나라번다 동
- 디큰 동
- 레드힐 동
- 바턴 동
- 야랄럼나 동
- 카피탈힐 동
- 킹스턴 동
- 파크스 동
- 포레스트 동
- 피쉬윅 동

## 같이 보기
- 캔버라
- 오스트레일리아 의회의사당